# National Invitation Tournament 1990
Il National Invitation Tournament 1990 è stata la 53ª edizione del torneo. La final four è stata giocata al Madison Square Garden di New York. Ha vinto il titolo la Vanderbilt University, allenata da Eddie Fogler. Miglior giocatore del torneo è stato eletto Scott Draud.
| Campione NIT 1990               |
| ------------------------------- |
| Vanderbilt Commodores 1º titolo |

## Squadra vincitrice
|  | Naz.                   | Ruolo | Sportivo          |  | Alt. |  |  |
|  | ---------------------- | ----- | ----------------- |  | ---- |  |  |
|  | Stati Uniti (bandiera) | G     | Kevin Anglin      |  | 193  |  |  |
|  | Stati Uniti (bandiera) | C     | Alberto Ballestra |  | 208  |  |  |
|  | Stati Uniti (bandiera) | G     | Willy Daunic      |  | 191  |  |  |
|  | Stati Uniti (bandiera) | G     | Scott Draud       |  | 188  |  |  |
|  | Stati Uniti (bandiera) | G     | Robbie Graham     |  | 191  |  |  |
|  | Stati Uniti (bandiera) | C     | Steve Grant       |  | 201  |  |  |
|  | Stati Uniti (bandiera) | A     | Dan Hall          |  | 201  |  |  |
|  | Stati Uniti (bandiera) | A     | Charles Mayes     |  | 201  |  |  |
|  | Stati Uniti (bandiera) | C     | Todd Milholland   |  | 208  |  |  |
|  | Stati Uniti (bandiera) | G     | Kevin Ogilby      |  | 193  |  |  |
|  | Stati Uniti (bandiera) | A     | Eric Reid         |  | 203  |  |  |
|  | Stati Uniti (bandiera) | A     | Morgan Wheat      |  | 196  |  |  |
|  | Stati Uniti (bandiera) | G     | Derrick Wilcox    |  | 180  |  |  |

- Allenatore: Eddie Fogler